# (4660) Nereus
(4660) Nereus (1982 DB) – planetoida z grupy Apolla.

## Odkrycie
Została odkryta 28 lutego 1982 roku w Palomar Observatory przez Eleanor Helin. Nazwa planetoidy pochodzi od Nereusa, dobroczynnego boga morskiego, ojca nereid w mitologii greckiej.

## Orbita
(4660) Nereus okrąża Słońce w ciągu 1,82 lat w średniej odległości 1,49 j.a. Porusza się ona po orbicie o mimośrodzie 0,36.

## Właściwości fizyczne
Średnicę planetoidy szacuje się na 0,3 do 1 km. Badania radarowe pokazały, że jest to obiekt o nieregularnym kształcie, obracający się w czasie nieco ponad 15 godzin wokół własnej osi. Jasność absolutna tej asteroidy to 18,2m, a albedo 0,5.
Planetoida ta miała być celem japońskiej misji Hayabusa jednak awaria rakiety M-5 zmusiła badaczy do opóźnienia startu i asteroida wyszła poza zasięg sondy a nowym celem lotu stała się asteroida (25143) Itokawa.